# Microtetrameres nestoris
Microtetrameres nestoris är en rundmaskart som beskrevs av Clark, Black och Rutherford 1979. Microtetrameres nestoris ingår i släktet Microtetrameres och familjen Habronematidae. Inga underarter finns listade i Catalogue of Life.